# デヴィッド・ミラー (自転車競技)
デヴィッド・ミラー（David Millar、1977年1月4日 - ）は、マルタのムタルファ出身、スコットランドの自転車競技選手。2014年に引退した。

## 経歴
1997年にプロデビュー。
1998年のツール・ド・ラブニールで区間2勝を挙げる。
2000年
- ツール・ド・フランスに初登場。フュテュロスコープで行われたプロローグの個人タイムトライアルでランス・アームストロングを2秒差退けてマイヨ・ジョーヌ（総合首位）を手中にし、通算3日間マイヨ・ジョーヌを堅持した。

2001年
- デンマーク・ルント総合優勝
- ロードレース世界選手権の個人タイムトライアルにおいて、ヤン・ウルリッヒに次いで2位に食い込んだ。
- ブエルタ・ア・エスパーニャで区間2勝(第1、6)を挙げる。

2002年
- ツール・ド・フランス 区間1勝(第13)

2003年
- 2003年区間1勝(第19＝ITT)
- ブエルタ・ア・エスパーニャ区間1勝
- ロードレース世界選手権・個人タイムトライアルにおいて、マイケル・ロジャースらを退けて1位となった。ところが翌2004年6月、エリスロポエチン（EPO）使用の疑いがあると見て、警察当局がミラーの自宅に捜索に入ったところ、2001年から2003年までの間、EPOの使用を認めたことから、アルカンシエルを剥奪されたばかりか（2003年の世界選・個人TTはロジャースの繰り上がり優勝となる。さらにロジャースは2004年、2005年も制覇。）、英国車連より2年間の出場停止処分を受け、さらに1250ユーロ相当の罰金、そして、プロデビュー以来在籍してきた、コフディスからも解雇通告を受けた。

2006年、サウニエル・ドゥバル＝プロディールと契約を結び、ロードレース界に復帰。
- ブエルタ・ア・エスパーニャ、第14ステージの個人TTにおいて、この年より、ロジャースに替わって個人TTの世界王者に君臨することになる、ファビアン・カンチェラーラを破って区間制覇を果たした。
- 4000m個人追い抜き（トラックレース）のイギリスチャンピオンにも輝いた。

2007年
- 英国選手権の個人ロード、個人タイムトライアルを制覇。

2008年、スリップストリーム（現、ガーミン・サーヴェロ）に移籍。
- ジロ・デ・イタリア第1ステージのチームタイムトライアルにおいて、クリスチャン・ヴァンデヴェルデ、マニュス・バクステットらとともに、チームの区間優勝に貢献。
- ツアー・オブ・カリフォルニア総合2位

2009年
- ツール・ド・フランス第6ステージの敢闘賞を獲得。
- ブエルタ・ア・エスパーニャ第20ステージ・個人タイムトライアル勝利、総合80位。

2010年
- デ・パンネ3日間総合優勝。
- クロノ・デ・ナシオン 優勝。

2011年
- シルキュイ・ド・ラ・サルト 総合3位
- ツール・ド・ロマンディ 総合10位
- ジロ・デ・イタリア 第21ステージ(ITT)勝利。
- エネコ・ツアー 総合3位
- ロードレース世界選手権・ITT 7位
- ツアー・オブ・北京 総合2位

2012年
- ツール・ド・フランス 区間1勝(第12)